# Sheila Leirner
Sheila Leirner (São Paulo, 1948) es una curadora de arte, periodista, y crítica de arte brasileña. Su madre es la artista Giselda Leirner (1928), y es nieta de la escultora Felícia Leirner (1906-1996). Posee un activismo sobre lo femenino.
Desde 1991, desarrolla sus actividades artísticas, y vive en París. Estudió cinematografía, sociología del arte, y urbanismo en Francia y, en 1975, comienza a trabajar como crítica de arte en el periódico O Estado de S. Paulo. Ingresó en la Asociación Brasileña de Críticos de Arte, recibiendo el premio Mejor Crítica del Año dado por la ABCA, y por la Secretaría de Cultura del Estado. En ocasión de la entrega de los "Premios ABCA 2009", recibió un homenaje de la misma Asociación que, nuevamente, distinguió su trabajo crítico.
Fue curadora general de dos Bienales Internacionales de Arte de São Paulo, de 1985 y 1987, obteniendo el "Premio Personalidad Artística del Año en la América Latina", dado por la Asociación Argentina de Críticos de Arte, y la condecoración Caballero de la Orden de las Artes y Letras del gobierno francés.
Miembro del International Council of Museums, representante de la Galerie nationale du Jeu de Paume para la América Latina, desde 1993 a 1999, y en 1990 ingresó a la Asociación Internacional de Críticos de Arte y, en 1992, a la AICA (sección Francia). Es autora de presentaciones de artistas, de ensayos, y de traducciones publicados en revistas y suplementos nacionales e internacionales como D'Ars, Beaux-Arts Magazine, Europe Magazine Littéraire, DNA, Ars, Revista da USP, Jornal de Resenhas (Folha de S. Paulo), Cadernos de Literatura Brasileira, entre otros.
Es curadora de exposiciones, miembro de jurados, y conferencista invitada en la América Latina, África, Estados Unidos, Asia, y Europa, realizando el video Trilogia Amorosa (en el acervo del Museo de Arte Contemporáneo de la Universidad de São Paulo).
En París, integra la comisión internacional de selección para las becas UNESCO-ASCHBERG, organizado por el Fondo Internacional para la promoción de la cultura de la Unesco y de la comisión regional de la Ile-de-France, encargada de examinar los proyectos del "1% artístico" de los Ministerios franceses del Interior y de la Educación Nacional.

## Algunas publicaciones

### Libros
- Visão da Terra. Participación en la antología de ensayos (Ed. Atelier de Arte e Edições, Rio de Janeiro, 1977)

- Arte como Medida. Colección Debates/Crítica (Ed. Perspectiva, São Paulo, 1983)

- Arte e seu Tempo. Colección Debates/Crítica (Ed. Perspectiva, São Paulo, 1991)

- Enciclopédia Arco Data Latino Americana. Coordinación general de la parte dedicada al Brasil (Madrid, 1993)

- Ars in Natura. Participación en la antología de ensayos (Ed. Mazzota, Milano, 1996)

- Horizontes del arte latinoamericano. Participación en la antología de ensayos (Ed. Tecnos, Madrid, 1999)

- Lateinamerikanische Kunst. Participación en la antología de ensayos (Ed. Prestel, Múnich, 1993)

- Leopoldo Nóvoa (Fundación Caja Galicia, La Coruña, España, 1999)

- Ausstellungskat (Composición). Con Alberto Giudici, Jorge Glusberg, Jean-Louis Pradel. Contribuidores Julio Le Parc, Pinacoteca do Estado. 96 p. 2001

- Céu acima - Para um tombeau de Haroldo de Campos. Participación en la antología de ensayos (Ed. Perspectiva, São Paulo, 2005)

- 35 Segredos para chegar a Lugar Nenhum. Participación en la antología de cuentos (Editora Bertrand Brasil, Rio de Janeiro, 2007)

- O Surrealismo, con J. Guinsburg. Antología de ensayos, colección Stylus (Editora Perspectiva, São Paulo, 2008)

- Felícia Leirner. Textos Poéticos e Aforismos. Participación en la antología de textos críticos y biográficos (Editora Perspectiva, São Paulo, 2014).

- Direi Tudo e um Pouco Mais, Crónicas, colección Paralelos 34 (Editora Perspectiva, São Paulo, 2017).
- Como Matei minha Mãe, Romance (Editora Iluminuras, São Paulo, 2022).

### Principales catálogos
- "I Trienal de Tapeçaria de São Paulo", presentación, Museu de Arte Moderna, São Paulo, 1976

- "Fantastic Art in Latin America", colectiva, Museo de Indianápolis, USA, 1983

- "3.4 Grandes Formatos", colectiva, Centro Empresarial Rio, Rio de Janeiro, 1983

- Participación en el catálogo de la colección del Museo de Arte Contemporáneo de la USP, 1984

- Catálogos de las 18.ª y 19.ª Bienales Internacionales de São Paulo, 1985 e 1987

- "Arthur A. Barrio", Kate Art Gallery, São Paulo, 1989

- "Painterly/Pictorico" (Brazil Projects/90), colectiva, Municipal Art Gallery de Los Ángeles, y Museo de Arte de São Paulo (MASP), 1990

- "O Pequeno Infinito e o Grande Circunscrito", colectiva, Galería Arco, São Paulo, 1990

- "A Forma Selvagem", Marcia Grostein, Museo de Arte de São Paulo (Masp), 1994

- "Los siete días de la creación", Instituto de Cooperación Iberoamericana, Buenos Aires, 1990

- "Joan Miró", comemoração do primeiro centenário do nascimento do artista, UNESCO, 1993

- "Ameriques Latines, art contemporain", Hôtel des Arts, exposição ligada à retrospectiva "Art Latinoamericain" no Centro Pompidou durante o quinto centenário do "Rencontre des Deux Mondes", Paris, 1993

- "Art Latinoamericain" (Art contemporain), coletiva, Musée Ludwig, Taschen, Colônia, 1994
- "Anna Maria Maiolino, Dessins" - Galerie Debret, Paris, 1995
- "Escultura Brasileira - Perfil de uma identidade", coletiva, Centro Cultural BID Banco Interamericano de Desenvolvimento, Washington D. C. - EUA, 1997

- "Iris Sara Schiller" - CRÉDAC - Centre de Recherche, d'Échange et de Diffusion pour l'Art Contemporain, Ivry-sur-Seine, 1995 · XXVI FIAC, (com Christine Frérot) Paris, 1999

- "Emaranhados", Anésia Pacheco Chaves, Pinacoteca do Estado de São Paulo, 2002

- "Caminhos do Contemporâneo 1952-2002", coletiva, Paço Imperial, Rio de Janeiro, 2002

- "2080", coletiva, Museu de Arte Moderna, São Paulo, 2003

- "Onde está você, Geração 80?", coletiva, CCBB, Rio de Janeiro, 2004

- Catálogos para las exposiciones monográficas "Julio Le Parc": Bienal do Mercosul, Porto Alegre; Pinacoteca do Estado, São Paulo; Galería Nara Roesler, SP; Museo de Bellas Artes de Buenos Aires; Museo de Bellas Artes de Mendoza.

### Colaboraciones
Caderno 2, O Estado de São Paulo , Jornal da Tarde, Guia das Artes, Módulo, Artworld/MundoArte (New York), Revista do Masp, Arcolatina (Madrid), Arte en Colombia, D'Ars, Bravo!, República, Vogue, Beaux-Arts Magazine, Ars, Revista da Usp, Jornal de Resenhas (Folha de São Paulo), Cadernos de Literatura Brasileira - Instituto Moreira Salles (Número 15, dedicado a Millôr Fernandes).

## Distinciones honoríficas
Caballero de la Orden de las Artes y las Letras (1991)